# Krab Halloween
Krab Halloween (Gecarcinus quadratus lub Gecarcinus ruricola, jest czasami także nazywany krabem bezustym lub, mylnie, krabem trójkolorowym) - jeden z gatunków kraba. Jako odrębny gatunek został sklasyfikowany w 1853 przez szwajcarskiego badacza Henriego de Saussure.
Krab ten jest krabem typowo lądowym, lecz w morzu jest spotykany równie często. Jest wszystkożerny, ale w środowisku naturalnym żywi się mniejszymi owadami oraz małymi rybami oraz glonami.

## Występowanie
Krab Halloween występuje w Ameryce Środkowej, w puszczach i na plażach Panamy, Kostaryki oraz Nikaragui. Spotykany czasem również w Morzu Karaibskim.

## Wygląd i życie
Wyglądem bardzo przypomina kraba tęczowego i bardzo często jest z nim mylony. Jedyną znaczącą różnicą pomiędzy tymi dwoma gatunkami jest to, że krab Halloween ma całkowicie fioletowe, równe szczypce (krab tęczowy ma szczypce szare i jedno jest zawsze większe od drugiego). Poza tym są bardzo podobne; krab Halloween posiada także pomarańczowe (miejscami czerwone) odnóża oraz ciemnoniebieski (czasami zdarza się także czarny) głowotułów.
Krab Halloween osiąga rozmiary 15-20 cm, a średnia długość jego życia wynosi około 15 lat.